# Кедр гімалайський
{{#ifeq:0|0|{{#if:|{{#if:Cedrusdeodara|[[]}}|}}}}
Кедр гімалайський (Cedrus deodara) — вид хвойних рослин родини соснові (Pinaceae).

## Поширення
У природі зустрічається у північно-західних Гімалаях та Афганістані.

## Опис
Дерево до 50 м заввишки, з широко-конусоподібною кроною. У дорослих екземплярів крона нагорі плоска, з повислими розгалуженнями на горизонтально розкинутих гілках. Молоді пагони запушені. Хвоя світло-зелена, з сизуватим відтінком, більш довга, ніж у інших видів (до 5 см), в пучках. Шишки до 10 см, яйцеподібні, в молодості голубуваті, пізніше — червоно-коричневі, менш опуклі посередині, ніж у кедра ливанського.
Довговічна, швидкоросла порода. Краще інших видів кедра переносить затінення, воліє підвищену вологість повітря і ґрунту. До ґрунтів маловимоглива, мириться з наявністю в ній вапна. Переносить без пошкоджень зниження температури до −25 ° С. Страждає від вітроповалу. Піддається такому захворюванню, як хлороз через велику кількість вапна у ґрунті. При ньому хвоя забарвлюється в жовтий колір, а рослина відстає в рості.

## Значення
Як дуже гарне дерево, кедр гімалайський і його форми заслуговують широкого використання в парковому будівництві. Добре виглядає в групах, контрастно виділяючись серед інших насаджень характерними контурами крони і темно-зеленою хвоєю. Ще більш ефектний в поодиноких посадках, а також при створенні алейних посадок в парках. Добре переносить стрижку, утворюючи оригінальні формовані живоплоти.
У культурі з 1822 року. У 1905 році німецький ботанік Карл Фукс в афганській провінції Пактія на висоті близько 3500 м зібрав насіння високогірної раси кедра гімалайського. Варто відзначити, в тих місцях зима триває з листопада по квітень, а температура, найчастіше, опускається до −30 град. і нижче.
При посіві цього насіння було виділено ряд особливо стійких до низьких температур форм, 2 з яких отримали статус сорту.
Є національним деревом Пакистану.